# اچ‌ان‌ال‌ام‌اس پلیکان (ای۸۰۴)
اچ‌ان‌ال‌ام‌اس پلیکان (ای۸۰۴) (به انگلیسی: HNLMS Pelikaan (A804)) یک کشتی است که طول آن ۶۵٫۴ متر (۲۱۵ فوت) می‌باشد. این کشتی در سال ۲۰۰۶ ساخته شد.